# Hobart (Indiana)
Hobart város az Amerikai Egyesült Államok Indiana államában, Lake megyében. Lakosainak száma 29 752 fő (2020. április 1.).

## Népesség
A település népességének változása:

| 2010 | 29 059 |
| 2020 | 29 752 |